# Santuari de la Cova Santa d'Altura
El Santuari de la Cova Santa del municipi valencià d'Altura (Alt Palància) és una capella-santuari situada en una cova a 811 metres d'altitud, en la Serra Calderona. Conta la llegenda que en 1511 aparegué una verge a qui li atribuïxen nombrosos miracles.
La cova allotja una capella d'advocació mariana amb el títol de la Mare de Déu de la Cova Santa, patrona de la diòcesi de Sogorb-Castelló i dels espeleòlegs, entre d'altres.

## La cova i la capella
Tradicionalment la cova era coneguda amb el nom de Cueva del Latonero, vocable que en el dialecte xurro significa lledoner. Té 20 metres de profunditat i va ser utilitzada pels pastors com a refugi.
En el fons de l'avenc es va edificar una capella de gruixuts murs de carreus i maçoneria. En l'interior es conserva un retaule, format per pedestals i columnes salomòniques de jaspi. Entre elles es troben les imatges de Sant Joaquim i Santa Anna en marbre. En el segon cos del retaule se situa una taula de marbre tallada en relleu que representa els dos sants, que duen de la mà la Mare de Déu.
En l'exterior de la cova hi ha un alberg que va fer del lloc una destinació estiuenca de la població de la comarca. Actualment es troba tancat.

## Mare de Déu de la Cova Santa

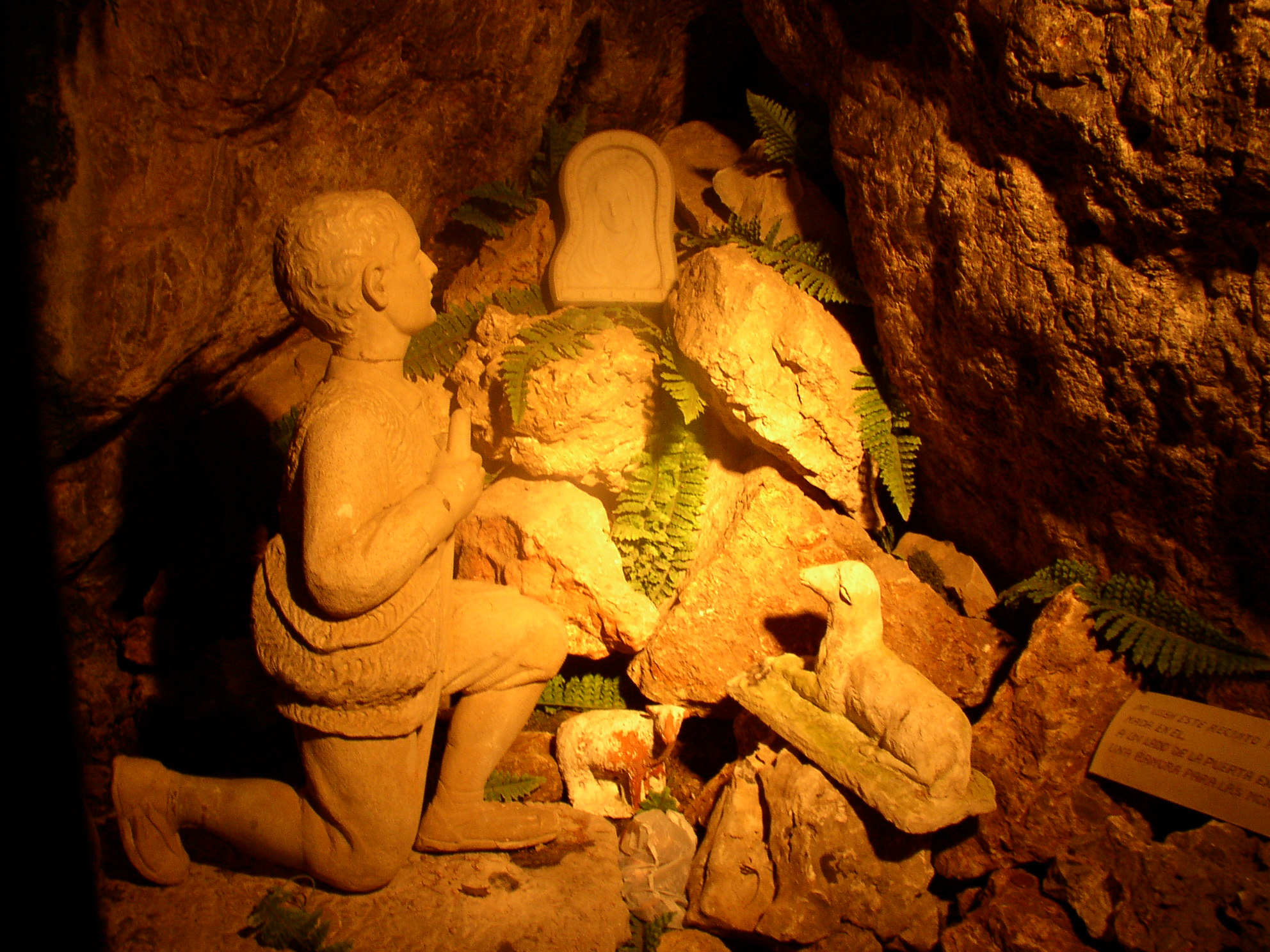
Reproducció de l'aparició de la Mare de Déu a la Cova

Igual que altres advocacions marianes, la Verge de la Cova Santa posseïx la seva pròpia llegenda, segons la qual un dels pastors que es refugiaven en la cova hagué de deixar en ella una imatge de la verge, atribuïda a Fra Bonifaci Ferrer, prior general de la propera Cartoixa de Vall de Crist i germà del dominic Sant Vicent Ferrer. Un segle més tard la verge se li aparegué a un altre pastor que passava la nit en la cova i li va indicar on es trobava la imatge.
La talla, de 20 centímetres d'alt i 10 d'ample, és un baix relleu de guix, que mostra una verge anciana amb vestit de vídua. És destacable que a pesar de la humitat existent en l'avenc la imatge no s'hagi deteriorat mentre que altres elements de ferro o fusta dipositats al seu costat sí que ho han fet.
La devoció de la imatge està estesa per tota la comarca de l'Alt Palancia i algunes localitats properes com ara Les Alcubles (Serrans), que veneren amb gran fervor la imatge i realitzen diversos romiatges al llarg de l'any.
En l'any 2007 a iniciativa de l'investigador de la Cova Santa, Néstor Morente, es va dur a terme un estudi espeleològic en el Santuari pel grup "La Senyera" en el qual el jove investigador va descobrir la galeria on fou trobada la imatge i la data que fins llavors es desconeixia de 1516. Arran del descobriment, Morente va fundar la Revista Digital: "La Cueva Santa" amb la intenció de recuperar la memòria històrica perduda de l'advocació.